# Over the Hedge (jogo eletrônico)
Over the Hedge é um jogo de plataforma publicado pela Activision e baseado no filme de mesmo nome. O jogo foi lançado em 9 de maio de 2006 no Microsoft Windows e nas plataformas PlayStation 2, Xbox, GameCube e Game Boy Advance, juntamente com uma versão portátil separada para o Nintendo DS. Sami Kirkpatrick, Madison Davenport e Shane Baumel reprisam seus papéis do filme como os bebês porcos-espinhos Bucky, Quillo e Spike.

## Historia
No jogo, que se passa um ano depois do filme, RJ, Hammy, Verne e a gangue sentem que precisam ter mais coisas para o tronco (a área atrás da cerca viva). Isso os leva a uma aventura selvagem por seis áreas diferentes para roubar coisas diferentes, como uma máquina de pipoca e uma TV para si mesmos. Existem vários minijogos como bônus no jogo.
Durante todo o jogo, eles tentam pegar essas coisas enquanto evitam o Sniffer (Dwayne, o Verminator), que tenta derrotá-los usando vermes controlados pela mente que ele capturou como seus "capangas". Em um ponto, muitos animais, incluindo doninhas, texugos e até mesmo Vincent, o urso (que mais tarde os ajuda), são controlados.

## Jogabilidade
Over the Hedge apresenta jogabilidade de plataforma 3D, bem como minijogos. Os jogadores navegam por uma série de casas em busca de itens de luxo, controlando RJ, Verne, Hammy ou Stella. As vozes dos personagens são fornecidas por dubladores em vez dos atores originais que gravaram as vozes para o filme (exceto Bucky, Spike e Quillo).
Dois tipos diferentes de ataques podem ser empregados, corpo a corpo e à distância. Seu arsenal inclui tacos de golfe, tacos, tacos de beisebol, êmbolos e vários outros itens para usar como armas improvisadas. Ataques à distância consistem em lançar bumerangues, frisbees e atirar bolas de golfe, e esses ataques podem ser carregados. Há também ataques de energia, armas de projéteis e objetos para pegar e atirar nos inimigos. O jogo tem várias armas de coleta, como armas que apenas os oponentes têm (por exemplo, uma espátula). Há também armas que podem ser pegas, como um lançador de bolas de brinquedo, um raio congelante, um atirador de bolhas ou um blaster de lava.
Os jogadores podem pular ou pular duas vezes. O jogo permite que um segundo jogador pressione um botão no segundo controle e entre no jogo a qualquer momento, bem como pause o jogo e saia. Há também muitos obstáculos e perigos a serem superados, bem como objetivos a serem concluídos e extras a serem coletados. O jogo também tem uma variedade de chapéus, que quando coletados fazem um som engraçado e agem como armadura. Isso inclui um chapéu de chef, uma coroa, um chapéu de bruxa e um capacete de hóquei, entre outros.
Vários locais do filme (e alguns que não são) parecem dar um campo de jogo maior do que os subúrbios, a base sendo a floresta onde todo o saque é armazenado. Os jogadores podem alternar entre os quatro personagens para dar ao enredo uma ligeira reviravolta, pois cada personagem diz algo diferente quando surge uma situação, para alterar ligeiramente a história.

## Recepção
Over the Hedge foi recebido com recepção mista, as versões para consoles e PC foram recebidas com críticas "mistas ou médias", enquanto a versão para Game Boy Advance foi recebida com críticas "geralmente desfavoráveis", de acordo com o agregador de críticas Metacritic. GameSpot deu às versões para PC e console uma nota de 5,6 de 10, dizendo: "Alguns toques exclusivos são ofuscados pela jogabilidade extremamente monótona neste filme de animação superficial.", enquanto eles deram à versão Game Boy Advance uma nota 5,4 de 10, escrevendo: "Over the Hedge no GBA é um jogo de quebra-cabeça simples, mais adequado para crianças muito pequenas." IGN deu às versões de console uma nota 6,5 de 10, dizendo: "Uma tartaruga com um taco de hóquei. Como isso pode não ser divertido?"
Apesar da recepção mista, o Academia de Artes & Ciências Interativas nomeado Over the Hedge para "Prêmio D.I.C.E. de Jogo Familiar do Ano" no 10th Annual Interactive Achievement Awards.

## Ligações Externas
- Over the Hedge (2006) no MobyGames
- Over the Hedge (Game Boy Advance) no MobyGames